# Phantasmagoria (serie animata)
Phantasmagoria (ファンタスマゴリア?, Fantasumagoria) è un anime OAV diretto da Shigeru Tamura. Di ambientazione fantastica, la serie si compone di 15 episodi che si svolgono sul pianeta di Phantasmagoria, luogo magico posto a metà della via che conduce al sogno.

## Trama
Il pianeta di Phantasmagoria è un piccolo mondo che raccoglie tante vite tranquille di creature impossibili: è infatti comune vedere le stelle andare al bar Altair, loro ritrovo preferito, o attraversare la foresta dei funghi giganti, che collega il nord al sud; oppure imbattersi nei grandi viaggiatori autoctoni che ancora decidono di sfidare la sorte ed andare a scoprire un lato di Phantasmagoria a loro sconosciuto: pupazzi di neve curiosi pronti a sciogliersi pur di godersi un viaggio in treno sino al deserto sconosciuto, cactus divenuti antropomorfi per raggiungere la città di sole piante grasse.
E non mancano neanche degli indispensabili lavoratori comuni: primo fra tutti l'uomo che, tra le dune, proietta incessantemente notte dopo notte le stelle, puntando il grande proiettore sotto la sua responsabilità verso l'immacolato telo nero del cielo notturno.

## Episodi
| Nº | Giapponese 「Kanji」 - Rōmaji                  |
| 1  | 「オーロラショウ」 - Ōrorashō                  |
| 2  | 「虹の谷絵の具工場」 - Niji no tani enogu kōjō |
| 3  | 「ガラスの海」 - Garasu no umi                 |
| 4  | 「南の大陸」 - Minami no tairiku               |
| 5  | 「電球発光の日」 - Denkyū hakkō no hi          |
| 6  | 「ゴーストタウン」 - Gōsutotaun                |
| 7  | 「キノコ村」 - Kinoko-mura                     |
| 8  | 「密造酒」 - Mitsuzō sake                      |
| 9  | 「サボテンの街」 - Saboten no machi            |
| 10 | 「ほんやらベーカリー」 - Hon yara bēkarī       |
| 11 | 「アルタイルの酒場」 - Arutairu no sakaba      |
| 12 | 「人工の月」 - Jinkō no tsuki                  |
| 13 | 「デジタルゾーン」 - Dejitaruzōn               |
| 14 | 「流れ星の夜」 - Nagareboshi no yoru           |
| 15 | 「旅の終わり」 - Tabi no owari                 |